# Bonnebosq
 Bonnebosq  es una población y comuna francesa, situada en la región de Baja Normandía, departamento de Calvados, en el distrito de Lisieux y cantón de Cambremer.

## Demografía
Durante el primer censo republicano de 1793, Bonnebosq registró 1.056 habitantes, una cifra nunca igualada desde entonces.
| 658 | 636 | 594 | 650 | 599 | 654 | 708 |
| Para los censos de 1962 a 1999 la población legal corresponde a la población sin duplicidades (Fuente: INSEE [Consultar]) |     |     |     |     |     |     |